# Frontière entre l'Éthiopie et le Soudan
La frontière entre l'Éthiopie et le Soudan est la frontière séparant l'Éthiopie et le Soudan.
Jusqu'à l'indépendance de l'Érythrée, en 1993, cette frontière allait jusqu'à la mer Rouge au nord et mesurait environ 2 200 kilomètres.
En 2011, la frontière fut réduite d'environ moitié lors de l'indépendance du Soudan du Sud.
En décembre 2020, se déclenchent les affrontements soudano-éthiopiens de 2020-2021.